# Klaus Wolfrum
Klaus Peter Wolfrum (* 5. Dezember 1947 in Münchberg; † 14. Mai 2023) war ein deutscher Politiker der SPD. Von 1998 bis 2008 war er Mitglied des Bayerischen Landtags.

## Leben
Klaus Wolfrum wuchs in Helmbrechts auf und besuchte von 1954 bis 1960 die Volksschule und von 1960 bis 1964 die Mittelschule. Im Anschluss machte er eine Ausbildung als Elektriker und anschließend zwei Jahre als Rundfunk- und Fernsehmechaniker. Von 1971 bis 1998 war er bei der deutschen Post (später Telekom) als Bauführer beschäftigt. Er ist verheiratet und hat einen Sohn.

## Politik
Wolfrum wurde 1964 Mitglied der SPD und ist innerhalb seiner Partei seit 1986 Kreisvorsitzender. Zudem fungierte er heute als regionalpolitischer Sprecher der Oberfranken-SPD. Seit 1972 war er im Stadtrat von Helmbrechts und seit 1990 im Kreisrat von Hof. Von 1990 bis 1999 übernahm er das Amt des stellvertretenden Landrates.
Vom 19. Oktober 1998 bis zum September 2008 war Klaus Wolfrum für die SPD Mitglied im Bayerischen Landtag. Er gewann das Direktmandat in seinem Stimmkreis Hof klar. Bei dieser Wahl gingen nur 5 Direktmandate an SPD- und 99 an CSU-Politiker. Im Landtag saß er im Ausschuss für Staatshaushalt und Finanzfragen. Er war zudem Mitglied im Arbeitskreis Medien seiner Fraktion. Zur Landtagswahl 2008 stand er nicht mehr zur Wahl will aber weiterhin in der Kommunalpolitik aktiv bleiben.
In einem Glückwunschschreiben der Vize-Landtagspräsidentin Barbara Stamm (CSU) zum 60. Geburtstag Wolfrums beschreibt sie seinen Politikstil wie folgt: „Es ist schon erstaunlich, wie beliebt Du überall bist, auch bei den Meinigen – trotz Deiner feurigen Reden im Plenum, die Deine Fähigkeit, zuzubeißen durchaus erkennen lassen. Aber vielleicht ist es einfach die Mischung aus persönlicher Liebenswürdigkeit und gelegentlicher Härte in der Sache, die Dir so viel Wohlwollen einbringt. Wie dem auch sei: Die Begegnungen mit Dir und die humorigen Zurufe, die wir uns gegenseitig spendieren, möchte ich nicht missen.“
2003 wurde ihm das Bundesverdienstkreuz verliehen. Neben seinem parteipolitischen Engagement war er Kreisvorsitzender des Landesbund für Vogelschutz (LBV) und Mitglied zahlreicher Vereine.